# Robert Łuczak (kompozytor)
Robert Dariusz Łuczak (ur. 23 września 1963 w Śremie) – polski kompozytor muzyki filmowej i teatralnej.

## Życiorys
Studiował w Konserwatorium Muzycznym w Poznaniu, gdzie ukończył dyrygenturę chóralną w 1992 roku. Komponuje muzykę do wielu spektakli teatralnych, programów telewizyjnych, filmów dokumentalnych oraz słuchowisk poetyckich. Wydaje solowe płyty: Moderate, Up Stream, Merry Christmas, Kolędy Ładysz & Łuczak, Królestwo Wichrowych Wzgórz, Miasto. Jest autorem 5 płyt dla wytwórni SoundPol. Dla wytwórni Paris Music nagrał 3 solowe płyty oraz wiele kompozycji umieszczono na innych płytach tej wytwórni.
Robert współpracuje z ORANGE Studio Animacji, Paris Music i Universal Music Polska.

## Kariera filmowa
- 1990 - Wiaro Malutka, film dokumentalny
- 1993 - Pęknięcie nadziei, film dokumentalny
- 1994 - Sekretarz, film dokumentalny
- 1995 - Król Wielki. Król Tłumaczy, film dokumentalny
- 1997 - Kajtuś Czarodziej, spektakl telewizyjny
- 1999 - Papież Jan Paweł II i jego przyjaciel, film dokumentalny
- 2000 - Watykan Jana Pawła II, film dokumentalny
- 2003 - Wieczór Trzeciego Króla, film fabularny
- 2003 - Nie lękajcie się, film dokumentalny

## Nagrody
Robert Łuczak jest laureatem wielu prestiżowych i ważnych nagród m.in.:
- 1997 - Opole - XVIII OFTL - nagroda za muzykę do spektaklu Gaja,
- 2004 - Nie lękajcie się, Niepokalanów (Międzynarodowy Festiwal Filmów Katolickich) I Nagroda w kategorii filmu dokumentalnego za syntetyczne głębokie ujęcie istoty nauczania i posługi papieża Jana Pawła II. W świetle Ewangelii Papież odczytuje znaki czasu. Duch św. wskazuje Drogę. Jan Paweł II woła: Nie lękajcie się, otwórzcie drzwi miłością głosi Ewangelię i wzbudza nadzieję
- 2007 - 23. Ogólnopolski Festiwal Teatrów - wyróżnienie za muzykę do przedstawienia Pozytywka z Teatru Animacji z Poznania,
- 2007 - III Międzynarodowy Festiwal Sztuk Współczesnych Kon-Teksty - nagroda dla najwartościowszej muzyki Festiwalu - za muzykę do przedstawienia W beczce chowany,
- 2012 - Warszawa - Nagroda im. Jana Dormana za wybitne kompozycje oraz wartość artystyczną muzyki, towarzyszącej licznym spektaklom teatralnym,
- 2013 - XXVI Ogólnopolskim Festiwalu Teatralnym nagroda za muzykę do przedstawienia Złoty klucz,